# Ștefan Mihăileanu
Ștefan Mihăileanu (n. 1859, Gorna Belița, Imperiul Otoman – d. 22 iulie 1900, București, România) a fost un profesor și publicist român, editor al ziarului „Peninsula Balcanică”.
Român macedonean, Mihăileanu a publicat o serie de articole împotriva revendicărilor bulgare în Macedonia, fapt care i-a atras condamnarea la moarte, dictată de cercurile de la Sofia.
Asasinarea lui a dat naștere unui conflict deschis între România și Bulgaria, care era cât pe ce să degenereze într-un război.
Este inmormantat la cimitirul Bellu din București.